# غليندا ديكرسون
غليندا ديكرسون (بالإنجليزية: Glenda Dickerson)‏ هي مخرجة أمريكية، ولدت في 9 فبراير 1945 في هيوستن في الولايات المتحدة، وتوفيت في 12 يناير 2012 في يبسيلانتي في الولايات المتحدة.

## وصلات خارجية
- غليندا ديكرسون على موقع قاعدة بيانات برودواي على الإنترنت (الإنجليزية)